# Anaplazmóza

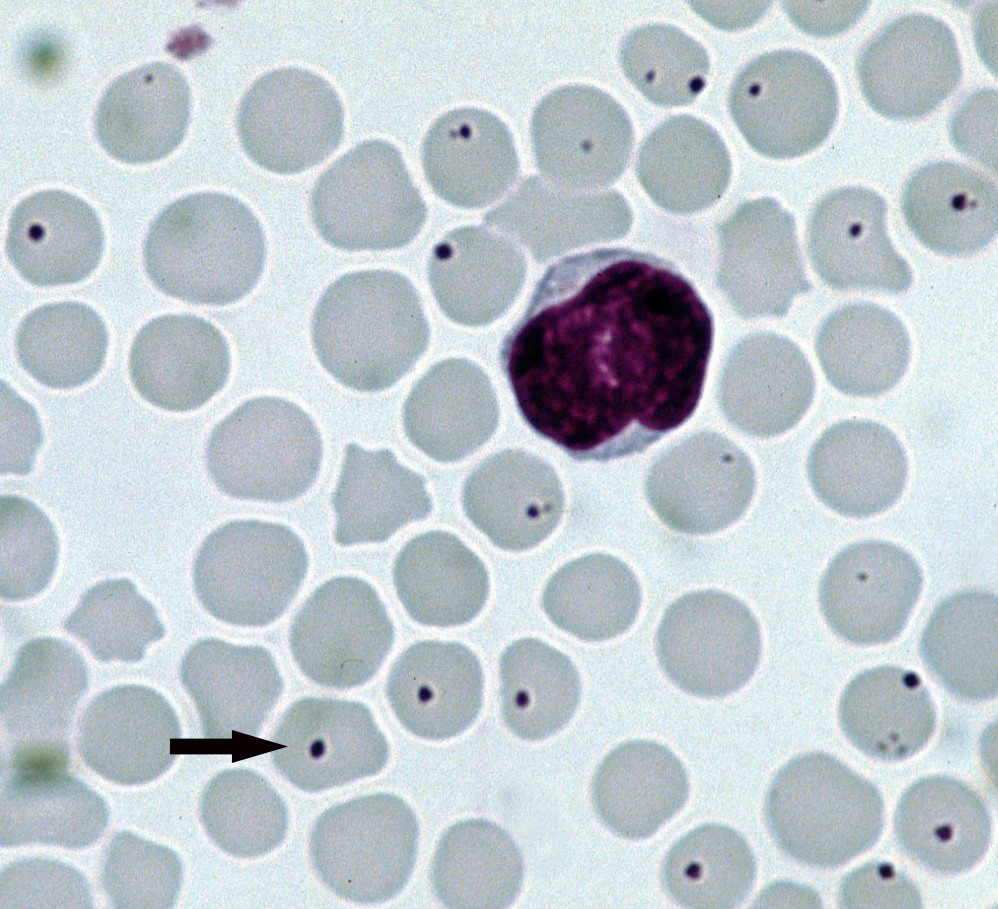
Anaplasma centrale v krvi skotu; šipka označuje bakterii uvnitř červené krvinky

Anaplazmóza je onemocnění přenášené klíšťaty, které postihuje přežvýkavce, psy, koně  a vzácně i člověka , je způsobeno bakterií rodu Anaplasma. Anaplazmóza je infekční, ale nikoliv nakažlivé onemocnění. Anaplazmóza může být přenášena mechanickými a biologickými vektory a bývá také označována jako „žlutá zimnice“, protože jedním z typických příznaků infikovaných jedinců je žloutenka. Mezi další příznaky patří hubnutí, průjmy, bledost kůže, agresivní chování a vysoká horečka.

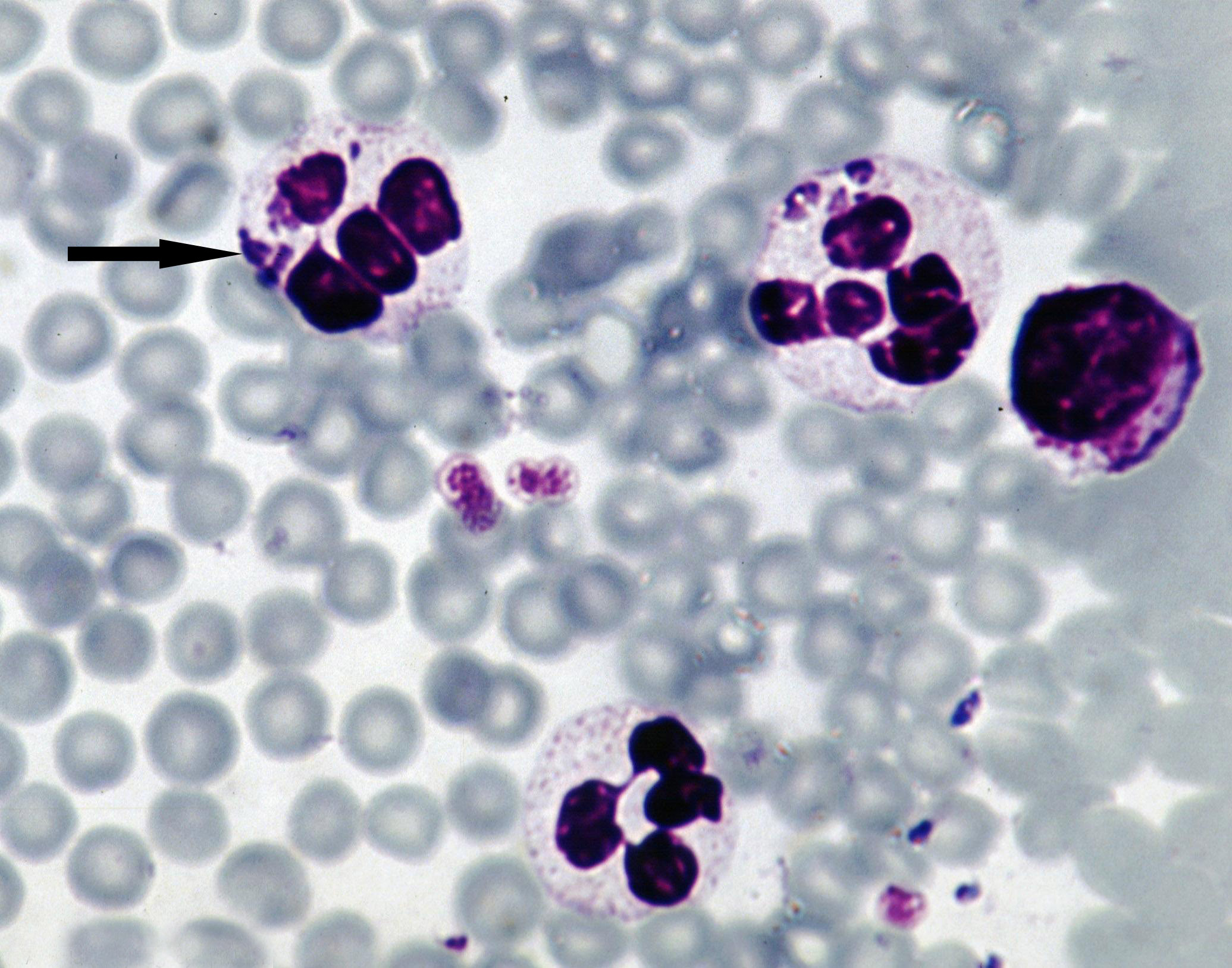
Anaplasma phagocytophilum v ovčí krvi; šipka označuje bakterie uvnitř bílých krvinek (neutrofilních granulocytů)

Existuje mnoho různých druhů klíšťat, které mohou přenášet bakterie schopné způsobit anaplazmózu, ale mezi dva hlavní druhy patří Anaplasma marginale a Anaplasma phagocytophilum . Bakterie rodu Anaplasma způsobují anaplazmózu, jsou gramnegativní  a infikují červené krvinky nebo bílé krvinky (závislost na druhu bakterie). Jakmile je hostitel infikován, tak dojde k aktivaci imunitního systému, který se snaží zničit infikované krvinky. Spolu s infikovanými krvinkami ničí i krvinky zdravé.
V současnosti neexistují žádné živé, inaktivované ani jiné vakcíny účinné pro všechny kmeny A. marginale (pozn. v USA existují vakcíny proti některým kmenům A. marginale). Běžnější než vakcíny jsou ale jiné způsoby prevence jako je kontrola výskytu klíšťat a much u stád přežvýkavců může být účinná, ale také náročná na práci. Lze použít i chemické metody, včetně dezinfekce chirurgického vybavení po každém použití. Tetracyklinová antibiotika jsou nejběžnější léčbou anaplazmózy. Vyléčením dochází u vyléčeného jedince k vytvoření dočasné imunity. V místech výskytu není od doby užívání tetracyklinových antibiotik na onemocnění nahlíženo jako na závažný problém.

## Přenos
Existuje mechanický a biologický přenos různými vektory, oba ale vedou k infekci červených krvinek. K mechanickému přenosu dochází dvěma způsoby, jedním, kdy jsou červené krvinky infikovány krevním parazitem pomocí chirurgického vybavení včetně jehel, odrohovacího zařízení, ušních štítků, kastračních sad a tetovacích nástrojů. Dalším způsobem mechanického přenosu je přes ústní ústrojí krevsajícího hmyzu.
K biologickému přenosu dochází prostřednictvím klíšťat jako vektora, která přenášejí původce. Nejběžnějšími klíšťaty přenášejícím anaplazmózu jsou klíšťata rodu Ixodes. Klíšťata přenášejí původce kousnutím. Bakterie rodu Anaplasma přežívá v klíštěti dlouhodobě po dobu několika měsíců a může se v něm i množit. Při kousnutí infikovaným klíštětem se původce může dostat do nového hostitele a způsobit infekci.
V hostiteli se začne původce anaplazmózy záhy množit v krevních cestách a váže se na krvinky. Imunitní systém se pokouší zlikvidovat infikované krvinky, ale zároveň přitom zabijí i neinfikované krvinky. Počet eliminovaných krvinek je větší než počet nově tvořených krvinek z kostní dřeně, což vede k tomu, že se hostitel stává chudokrevným a to také vede k většině uvedených klinických příznaků. Nakažený skot je nejen doživotním nosičem nákazy, ale také nákazu přenáší horizontálně na telata.

## Příznaky a symptomy
Klasické známky a příznaky anaplazmózy se objeví až 3-6 týdnů po infekci. Mezi nejčastější příznaky anaplazmózy patří horečka, snížený počet bílých krvinek (leukopenie), snížený počet krevních destiček (trombocytopenie) a abnormálně zvýšené hladiny některých jaterních enzymů. Vyrážka erythema chronica migrans může být pozorována i při anaplazmóze, protože je až v 10% případů dochází k současnému přenosu původců anaplasmózy a lymské boreliózy.
Anémie může být tak závažná, že může vést ke kardiovaskulárním příznakům nemoci, jako je zvýšení srdeční frekvence. Hemoglobin v moči nebo zvýšená koncentrace žlučových barviv v moči se mohou objevit v důsledku rozpadu červených krvinek. Mezi obecné systémové příznaky patří průjmy, anorexie a ztráta hmotnosti. U infikovaných jedinců se může objevit žloutenka, která se pak změní v bledost kolem očí, sliznice dutiny ústní, pysků a struků u skotu.
Veškerý skot je náchylný k infekci Anaplasma marginale, ale nejvíce citlivé jsou starší kategorie. Starší skot má tendenci vykazovat nejzávažnější klinické příznaky; jedinci ve věku 1-3 let sice také mohou vykazovat závažné příznaky, ale jsou schopeni se snáze zotavit.

## Příčiny
Mezi dva hlavní druhy, které způsobují anaplazmózu u přežvýkavců, patří Anaplasma marginale a Anaplasma phagocytophilum. Anaplasma marginale se vyskytuje po celém světě a je přenášena klíšťaty Rhipicephalus. Anaplasma phagocytophilum se také vyskytuje po celém světě, většinou je přenášena klíšťaty rodu Ixodes. Jiné druhy, které způsobují anaplazmózu u konkrétních živočišných druhů, jsou:
- skot:
  - Anaplasma centrale – vyskytuje se hlavně v Jižní Americe, Africe a na Středním východě [13]
- ovce a kozy:
  - Anaplasma ovis - nalezena po celém světě.[13] U ovcí je prevalence 82,9 % a u koz 74,9 %. Tento druh je nejčastější způsobující anaplazmózu u ovcí a koz, ačkoli Anaplasma phagocytophilium může také způsobit onemocnění. Anaplasma phagocytophilium má prevalenci 11,9 % u ovcí a 15,2 % u koz.[14]

## Morfologie
Existuje mnoho kmenů Anaplasma marginale, všechny s odlišnou morfologií, antigenními vlastnostmi, proteinovou sekvencí a schopností přenosu klíšťaty. Bylo zjištěno, že hlavní povrchové proteiny (MSP) hrají hlavní roli v infekci Anaplasma marginale . Zdá se, že ze šesti MSP nalezených u tohoto druhu jsou tři hlavní povrchové proteiny stejné pro všechny kmeny, přesně MSP1a, MSP4 a MSP5. Gen msp1a, který kóduje MSP1a, se používá jako marker pro identifikaci Anaplasma marginale, protože se prokázalo, že je stabilní při množení rickettsie u skotu i klíšťat a že se podílí na adhezi k erytrocytům skotu a buněk klíšťat.
Anaplasma phagocytophilum je gramnegativní bakterie, která neobsahuje lipopolysacharidy ani peptidoglykan. Vnější membrána nemá pouzdro a je hrubá s nepravidelnými periplazmatickými prostory. Tento druh byl původně zařazen do rodu Ehrlichia (Ehrlichia phagocytophilium), nyní je však zařazen do rodu Anaplasma (Anaplasma phagocytophilium).

## Prevence
V současné době nejsou schváleny žádné živé nebo inaktivované vakcíny, které by byly účinné proti všem kmenům A. marginale u skotu. V USA existují některé vakcíny, které využívají jako zdroj antigen pocházející z infikovaných erytrocytů. Poskytují sice imunitu, zabraňují klinickému onemocnění, ale nezabrání infekci. Mezi další prostředky prevence může patřit testování všech zvířat ve stádě a eliminace jedinců s pozitivním testem na anaplazmózu, což vede ke stavu anaplasma prostého stáda. Praktické využití takového statusu stáda je však malé neboť se stádo sice nestává zdrojem Anaplasmat pro klíšťata, ale ta jsou nosiči původce po mnoho měsíců a tedy bude neustále docházet k novým a novým reinfekcím. Dlouhodobá pravidelná kontrola všech zvířat ve stádě je ekonomicky nerentabilní. Lze také použít vektorová kontrolní opatření. Kontrola zaklíštění zvířat je široce používána v některých zemích, včetně Afriky, ale zřídka se používá v zemích s rozvinutou zemědělskou produkcí, jako jsou např. USA kvůli skutečnosti, že tato metoda prevence je pracná a drahá. Naproti tomu omezení přenosu krývajícími mouchami je účinná a existuje mnoho způsobů, jak toho dosáhnout. Lze použít chemické prostředky, sanitační metody (jako je pravidelné čištění stájí/kotců, hospodaření s hnojem a ochrana krmiva), stejně jako biologická kontrola přirozenými predátory much (včetně samotářských včel, roztočů, parazitoidů). Mezi způsoby, jak zabránit iatrogennímu přenosu, patří vyhnout se opakovanému používání jehel a dezinfikování lékařského vybavení mezi užitím pro každé zvíře. V USA je povoleno užívat antibiotickou léčbu (nejčastěji tetracyklin) i u klinicky zdravých zvířat ke snížení rizik rozvoje onemocnění.

## Léčba
Nejběžnějším způsobem léčby je použití tetracyklinových léků (včetně tetracyklinu, chlortetracyklinu, oxytetracyklinu, rolitetracyklinu, doxycyklinu a minocyklinu ) a imidokarbu. Tetracykliny zamezí množení bakterií rodu Anaplasma v krvi, zbylé bakterie jsou zničeny imunitní systémem a následuje stádium imunity vůči původci, která přetrvává nejméně osm měsíců. Imidocarb se ukázal jako vysoce účinný proti Anaplasma marginale, ale byl identifikován jako možný karcinogen a není proto schválen ve Spojených státech ani v Evropě. Země jako Jižní Afrika, Austrálie, Izrael a Jižní Amerika používají živé vakcíny obsahující infekční Anaplasma centrale k prevenci infekce Anaplasma marginale. Živé vakcíny jsou ve Spojených státech zakázány a došlo k výrobě vakcín sestávajících z neživých Anaplasma marginale získaných z infikovaných hovězích erytrocytů, které mohou poskytnout určitou imunitu, ale zanechávají skot vnímavý vůči jiným kmenům Anaplasma marginale.  V případě závažného průběhu může být nezbytné podání podpůrné léčby, jako jsou krevní produkty a tekutiny.

## Epidemiologie
Bakterie rodu Anaplasma se vyskytují celosvětově. Za závažnou nákazu byla anaplazmóza považována po většinu 20. století v USA v jižních a západních státech, kde se vyskytují klíšťata rodu Ixodes. Tato klíšťata jsou široce rozšířena také v Evropě, kde dochází k postupnému zvyšování incidence výskytu onemocnění nebo minimálně specifických protilátek proti bakteriím rodu Anaplasma a to nejen u citlivých druhů zvířat, ale i u lidí. V USA se zdařilo nákazu utlumit až v 80. a 90. letech 20. století díky kontrole výskytu klíšťat pomocí nových akaricidů a praktické léčby antibiotiky, zejména tetracyklinem. Onemocnění vede k produkci specifické protilátky imunoglobulinu G, který lze využít k diagnostice onemocnění a pro stanovení titru specifických protilátek.
V roce 2005 byla A. ovis nalezena u populace sobů v Mongolsku. Tento patogen a s ním spojené onemocnění (charakterizované letargií, horečkou a bledými sliznicemi) byl dříve v této oblasti pozorován pouze u divokých ovcí a koz a je prvním pozorovaným výskytem A. ovis u sobů.
V Austrálii se bovinní anaplazmóza způsobená A. marginale vyskytuje pouze v severní a východní části Austrálie, kde se vyskytují klíšťata Boophilus microplus, která sem byla zavlečena se skotem přivezeným z Indonésie pravděpodobně již v roce 1829.